# Vál
Vál est une commune hongroise dans le comté de Fejér. La population était de 2 504 en 2008.